# 다쓰다촌 (효고현)
다쓰다촌(龍田村)은 효고현 이보군에 설치되었던 촌이다.
1955년에 다이시정에 편입해 소멸하였다.